# Foreste di conifere e miste del Mediterraneo
Le foreste di conifere e miste del Mediterraneo sono una ecoregione terrestre della ecozona paleartica appartenente al bioma delle foreste di conifere temperate (codice ecoregione: PA0513) che si sviluppa per circa 23.400 km² in modo distribuito nel nord-Africa fra Tunisia, Algeria e Marocco.
L'ecoregione fa parte dell'ecoregione globale denominata Foreste miste montane dell'Europa mediterranea, inclusa nella lista Global 200.
Lo stato di conservazione è considerato in pericolo critico.

## Territorio
L'ecoregione interessa le quote medio-alte dei monti dell'Atlante ed i monti del Rif. In particolare comprende la catena del Rif con la sua massima elevazioe nel monte Tidirhin (2.448 m), i monti del Medio Atlante con la vetta Bou Naceur (3.340 m), i monti dell'Atlante Telliano (2.308 m). e dell'Atlante Sahariano (2.328 m). nel nord dell'Algeria, ed i monti Kroumerie e Mogod nel nord-ovest della Tunisia.
L'ecoregione è caratterizzata da una piovosità media annua di 1.000 mm, ma in certe aree di alta quota può variare tra 1.600 e 2.000 mm. La neve cade spesso durante l'inverno e le temperature medie minime sono sotto lo zero (-5 a 0 °C).

## Flora
La copertura forestale della regione si diversifica in funzione dell'altezza rispetto al mare: 
- alle quote più elevate da 1.200 a 2.500 m. s.l.m. prevale la foresta di conifere,
- nelle zone di pianura e media altezza mare fino a circa 1.500 m s.l.m. si ha una prevalenza di foresta mista di latifoglie.

Le specie di alberi dominanti delle foreste di conifere montane è l'endemico cedro dell'Atlante (Cedrus atlantica), che forma normalmente boschi misti con il leccio (Quercus ilex subsp. ballota) e meno frequentemente con specie di querce caducifoglie (Quercus faginea, Quercus canariensis). Le foreste di cedro dell'Atlante si estendono oltre 150 km² nelle montagne del Rif e 1.000 km² nel Medio Atlante. Nel Tellien Atlas, formano popolazioni molto sparse che si estendono per 300 km².
Alcune specie relitte e alberi in via di estinzione occupano qualche centinaio di ettari in aree sparse, fra cui foreste di abeti endemici (Abies numidica) nelle montagne algerine Djebel Babor e Tababort e Abies pinsapo marocana nelle montagne del Rif; foreste di pini Pinus nigra subsp mauretanica nel Rif marocchino e algerino Djurdjura, e Pinus pinaster subsp. hamiltonii var. maghrebiana nel Rif e Medio Atlante.
Le foreste di cedro dell'Atlante sono caratterizzate dalla presenza di un numero significativo di specie arboree e arbustive del mediterraneo euro-siberiane, che raggiungono qui il loro limite meridionali di distribuzione. Queste includono Taxus baccata, Sorbus aria, Sorbus torminalis, Acer opalus subsp . granatensis, Acer campestre, Acer monspessulanum, Prunus mahaleb, Prunus domestica subsp. insititia, Ilex aquifolium, Betula pendula subsp. fontqueri, Populus tremula, Lonicera etrusca e Lonicera arborea. Boschi di ginepro (Juniperus thurifera), appaiono in alcune cime elevate del Medio Atlante marocchino e dei monti Aurès algerini. Al di sopra della vegetazione arborea, che raggiunge 2.700 m. in Marocco e 2.100 m. in Algeria, la vegetazione è molto ricca di specie endemiche, dominate da arbusti spinosi di Astragalus boissieri, Astragalus numidicus, Vella mairei, e Arenaria pungens e prati di Festuca algeriensis e Festuca deserti.
I querceti misti sono dominanti a media e bassa quota da Quercus canariensis, che cresce prevalentemente su substrati silicei in climi umidi. Questa specie forme vaste foreste nell'Atlante Telliano e monti Kroumerie al confine settentrionale tra l'Algeria e la Tunisia. Si trova anche nel Medio Atlante e dell'Alto Atlante dove forma piccoli boschetti nelle valli umide. Altre specie di querce caducifoglie raramente formano grandi estensioni. Ad esempio le foreste di Quercus faginea e Quercus pyrenaica  che sono ampiamente distribuite nella penisola iberica, occupano solo circa 250 km2 in alcune zone delle montagne del Rif. Le foreste di Quercus afares, una specie endemica che cresce nelle montagne Kabylie in Algeria e le montagne Krumerie in Tunisia coprono solo circa 100 km2 in totale. Un'altra specie di querce rare ed endemiche, Quercus lusitanica, si trova solo sulle cime ventose di elevazioni medie che caratterizzano entrambi i lati dello Stretto di Gibilterra, e lungo tutta la montagne costiere atlantiche della Penisola iberica. Pinus pinaster subsp. hamiltonii var. maghrebiana caratterizza boschi misti di querce e pini diffusi alle basse quote della costiera algerina dei monti della Cabilia in un clima umido e caldo.
I querceti misti sono caratterizzati da piccoli alberi ed arbusti che comprendono: Laurus nobilis, Arbutus unedo, Erica arborea, Ilex aquifolium, Phillyrea latifolia, Phillyrea angustifolia, Viburnum tinus, Cytisus villosus, e Myrtus communis.

## Fauna

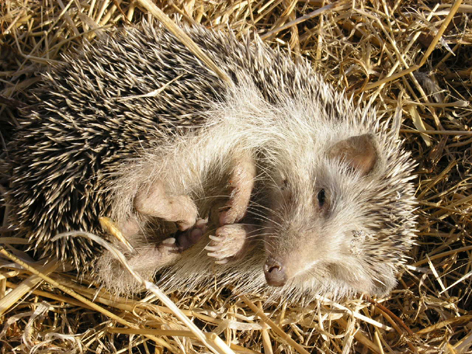
Un esemplare di riccio algerino (Atelerix algirus)

La diversità della fauna di questa regione può essere considerata tra le più significative del Paleartico. Queste zone sono state l'ultimo rifugio del leone dell'Atlante (Panthera leo leo), che sopravvisse in natura fino al 1930. Tuttavia, nelle foreste di conifere è ancora presente un certo numero di mammiferi rari ed endemici, come la bertuccia (Macaca sylvanus), in pericolo di estinzione, e gli ultimi esemplari di leopardo berbero (Panthera pardus panthera). Tra le altre specie qui presenti, di origine paleartica, africana o più strettamente nordafricana, vi sono il gatto selvatico del Maghreb (Felis silvestris lybica), la volpe rossa (Vulpes vulpes), lo sciacallo dorato (Canis aureus), il riccio algerino (Atelerix algirus), il cinghiale (Sus scrofa) e la puzzola (Mustela putorius).
Le vaste foreste miste di Quercus canariensis e Q. suber dell'Atlante telliano e delle montagne della Crumiria, al confine tra Algeria e Tunisia, ospitano le ultime popolazioni rimaste dell'unica specie africana di cervo, Cervus elaphus barbarus. Un tempo questa specie minacciata era ampiamente diffusa nelle foreste di conifere e di latifoglie dal Marocco alla Libia. Queste foreste di querce costituiscono anche l'ultimo rifugio del serval (Leptailurus serval), che è stato quasi completamente estirpato dalla regione mediterranea.
L'ecosistema delle foreste miste di conifere e di latifoglie ospita due specie di uccelli endemiche, il picchio muratore algerino (Sitta ledanti), minacciato di estinzione, diffuso sul Djebel Babor e in poche altre zone di foresta algerine, e il picchio di Levaillant (Picus vaillantii), fino a poco tempo fa considerato una semplice sottospecie del picchio verde (Picus viridis). Le foreste forniscono anche un habitat adatto ad alcuni rapaci, come l'aquila reale (Aquila chrysaetos), l'aquila di Bonelli (A. fasciata), l'aquila minore (Hieraaetus pennatus), il nibbio reale (Milvus milvus) e la poiana codabianca (Buteo rufinus). Queste foreste costituiscono le propaggini meridionali dell'areale di alcune specie di uccelli paleartici, come il picchio rosso minore (Dryobates minor) e il picchio rosso maggiore (Dendrocopos major). I laghi situati sulle montagne del Rif e di Algeciras, su entrambi i lati dello stretto di Gibilterra, e sul Medio Atlante sono di fondamentale importanza per gli uccelli migratori che vanno e vengono tra l'Europa settentrionale e l'Africa.
Tra gli invertebrati delle foreste di conifere umide, particolarmente varia è la biodiversità delle farfalle, tra le quali si contano anche alcune specie endemiche come la Pseudochazara atlantis, presente soprattutto sul Djebel Lakraa, la Cigaritis zohra e la Plebejus martini.
Su alcune regioni montuose dove crescono foreste di conifere e di querce vivono alcuni rettili endemici, come la lucertola di Lataste (Timon pater), il Chalcides montanus, l'ofisauro di Koelliker (Ophisaurus koellikeri) e la vipera di montagna (Vipera monticola). Tra gli anfibi, le specie più caratteristiche di questa ecoregione sono presenti anche in ecosistemi forestali simili - foreste di montagna miste di conifere e di latifoglie - dell'Europa mediterranea meridionale. Tra esse ricordiamo la salamandra pezzata (Salamandra salamandra), l'alite ostetrico (Alytes obstetricans) e la raganella mediterranea (Hyla meridionalis).

## Popolazione
La popolazione rurale in questa ecoregione è alto ed è in crescita nelle aree protette e nei territori ciscosstanti

## Conservazione
Lo sfruttamento del legname di queste aree è iniziato in tempi molto antichi, come riportato da Strabone, Erodoto e Plinio. Lo sfruttamento è proseguito nel medio Evo in cui Fes fu un importante centro per il legname fino al XII secolo. Nei tempi moderni la deforestazione è proseguita e si calcola che un quarto delle foreste del Marocco (circa 10.000 km²) siano svaniti tra il 1940 e il 1982. In Algeria, molto più che in Marocco o in Tunisia, le conseguenze ambientali della colonizzazione, hanno determinato una enorme deforestazione. Anche sulle montagne tunisine la copertura forestale si è ridotta di un terzo tra il 1919 e il 1970.
Nella regione si trovano diverse aree naturali protette e parchi nazionali, che mancano tuttavia di efficaci piani di gestione.